# Mizizios

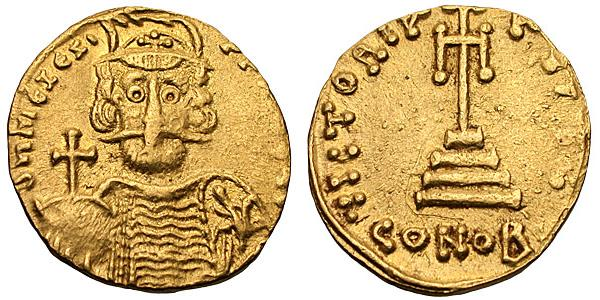
Een Solidus (munt) van Mizizios geslagen te Syracuse (Italië).

Mizizios of Mezezius (622 - 669) was commandant van de lijfwacht (obsequium) van de Byzantijnse keizer Constans II Pogonatos en na de dood van Constans in 668 uitgeroepen tot nieuwe keizer, hij hield het zeven maanden vol. Hij was een telg van de Gnuni dynastie, een prinselijke familie uit Armenië.

## Context
Vrezend voor zijn leven vluchtte keizer Constans II in 661 van Constantinopel naar Syracuse op Sicilië, dat hij tot zijn permanente hoofdkwartier wilde maken. In 668 werd Constans II door zijn kamerheer in zijn bad vermoord. Mizizios werd door zijn manschappen tot nieuwe keizer uitgeroepen. Hij kreeg echter geen steun van de lokale bevolking en zeker niet van de zoon van Constans, Constantijn IV.
De Liber pontificalis meldt dat troepen uit Italië en Afrika kort na de moord op Constans arriveerden en snel de opstand onderdrukten. Nadat ze Mizizios hadden geëxecuteerd, stuurden ze zijn hoofd naar Constantijn IV in Constantinopel om hun loyaliteit te tonen.